# Eleições autárquicas portuguesas de 2017 no distrito de Évora

## Resultados por Concelho
Os resultados nos Concelhos do Distrito de Évora foram os seguintes:

### Alandroal

#### Câmara Municipal
| Partido                 | Partido                            | Votos | %               | +/-   | Vereadores | +/-     |
| ----------------------- | ---------------------------------- | ----- | --------------- | ----- | ---------- | ------- |
|                         | Partido Socialista                 | 1 237 | 34,85 / 100,00  | 17,37 | 2 / 5      | 1       |
|                         | Coligação Democrática Unitária     | 1 010 | 28,46 / 100,00  | 25,94 | 2 / 5      | 1       |
|                         | DITA - Alandroal é o Nosso Partido | 988   | 27,84 / 100,00  | 6,85  | 1 / 5      | Estável |
|                         | Partido Social Democrata           | 150   | 4,23 / 100,00   | 0,57  | 0 / 5      | Estável |
|                         | CDS – Partido Popular              | 70    | 1,97 / 100,00   | -     | 0 / 5      | -       |
| Votos Inválidos         | Votos Inválidos                    | 94    | 2,65 / 100,00   | 0,59  |            |         |
| Total                   | Total                              | 3 549 | 100,00 / 100,00 |       | 5 / 5      |         |
| Eleitorado/Participação | Eleitorado/Participação            | 4 789 | 74,11 / 100,00  | 3,06  |            |         |

| Freguesia                                         | %     | %     | %     | %    | %    | Votantes |
| Freguesia                                         | PS    | CDU   | DITA  | PSD  | CDS  | Votantes |
| ------------------------------------------------- | ----- | ----- | ----- | ---- | ---- | -------- |
| Capelins (Santo António)                          | 22,01 | 53,77 | 13,84 | 2,20 | 3,46 | 318      |
| N.S. da Conceição, São Brás dos Matos e Juromenha | 34,10 | 25,93 | 29,94 | 4,61 | 2,90 | 1 346    |
| Santiago Maior                                    | 42,72 | 26,73 | 23,99 | 3,75 | 0,50 | 1 388    |
| Terena (São Pedro)                                | 23,14 | 23,94 | 41,85 | 5,84 | 2,62 | 497      |
| Alandroal                                         | 34,85 | 28,46 | 27,84 | 4,23 | 1,97 | 3 549    |

#### Assembleia Municipal
| Partido                 | Partido                            | Votos | %               | +/-   | Deputados | +/-     |
| ----------------------- | ---------------------------------- | ----- | --------------- | ----- | --------- | ------- |
|                         | Partido Socialista                 | 1 176 | 33,14 / 100,00  | 13,53 | 5 / 15    | 2       |
|                         | Coligação Democrática Unitária     | 1 056 | 29,75 / 100,00  | 20,36 | 5 / 15    | 3       |
|                         | DITA - Alandroal é o Nosso Partido | 904   | 25,47 / 100,00  | 5,99  | 4 / 15    | 1       |
|                         | Partido Social Democrata           | 293   | 8,26 / 100,00   | 2,37  | 1 / 15    | Estável |
| Votos Inválidos         | Votos Inválidos                    | 120   | 3,38 / 100,00   | 0,53  |           |         |
| Total                   | Total                              | 3 549 | 100,00 / 100,00 |       | 15 / 15   |         |
| Eleitorado/Participação | Eleitorado/Participação            | 4 789 | 74,11 / 100,00  | 3,06  |           |         |

| Freguesia                                         | %     | %     | %     | %     | Votantes |
| Freguesia                                         | PS    | CDU   | DITA  | PSD   | Votantes |
| ------------------------------------------------- | ----- | ----- | ----- | ----- | -------- |
| Capelins (Santo António)                          | 22,64 | 54,40 | 11,95 | 4,72  | 318      |
| N.S. da Conceição, São Brás dos Matos e Juromenha | 29,87 | 27,71 | 25,85 | 13,08 | 1 346    |
| Santiago Maior                                    | 42,36 | 27,59 | 23,13 | 4,54  | 1 388    |
| Terena (São Pedro)                                | 22,94 | 25,55 | 39,64 | 7,85  | 497      |
| Alandroal                                         | 33,14 | 29,75 | 25,47 | 8,26  | 3 549    |

#### Juntas de Freguesia
| Partido                 | Partido                        | Votos | %               | +/-   | Presidentes | +/-     | Mandatos | +/- |
| ----------------------- | ------------------------------ | ----- | --------------- | ----- | ----------- | ------- | -------- | --- |
|                         | Partido Socialista             | 1 222 | 34,43 / 100,00  | 11,61 | 1 / 4       | 1       | 12 / 32  | 4   |
|                         | Coligação Democrática Unitária | 1 135 | 31,98 / 100,00  | 14,69 | 2 / 4       | 2       | 12 / 32  | 6   |
|                         | Grupo de Cidadãos              | 870   | 24,51 / 100,00  | 5,95  | 1 / 4       | 1       | 8 / 32   | 3   |
|                         | Partido Social Democrata       | 212   | 5,97 / 100,00   | 0,31  | 0 / 4       | Estável | 0 / 32   | 1   |
| Votos Inválidos         | Votos Inválidos                | 110   | 3,10 / 100,00   | 0,90  |             |         |          |     |
| Total                   | Total                          | 3 549 | 100,00 / 100,00 |       | 4 / 4       |         | 32 / 32  |     |
| Eleitorado/Participação | Eleitorado/Participação        | 4 789 | 74,11 / 100,00  | 2,21  |             |         |          |     |

| Freguesia                                         | Partido Vencedor | Partido Vencedor               | %              | Mandatos |
| ------------------------------------------------- | ---------------- | ------------------------------ | -------------- | -------- |
| Capelins (Santo António)                          |                  | Coligação Democrática Unitária | 54,40 / 100,00 | 4 / 7    |
| N.S. da Conceição, São Brás dos Matos e Juromenha |                  | Coligação Democrática Unitária | 37,89 / 100,00 | 4 / 9    |
| Santiago Maior                                    |                  | Partido Socialista             | 46,90 / 100,00 | 5 / 9    |
| Terena (São Pedro)                                |                  | Grupo de Cidadãos              | 40,04 / 100,00 | 3 / 7    |

### Arraiolos

#### Câmara Municipal
| Partido                 | Partido                        | Votos | %               | +/-  | Vereadores | +/-     |
| ----------------------- | ------------------------------ | ----- | --------------- | ---- | ---------- | ------- |
|                         | Coligação Democrática Unitária | 2 273 | 58,99 / 100,00  | 4,26 | 4 / 5      | 1       |
|                         | Partido Socialista             | 1 008 | 26,16 / 100,00  | 7,62 | 1 / 5      | 1       |
|                         | Partido Social Democrata       | 284   | 7,37 / 100,00   | 2,68 | 0 / 5      | Estável |
|                         | Bloco de Esquerda              | 123   | 3,19 / 100,00   | -    | 0 / 5      | -       |
| Votos Inválidos         | Votos Inválidos                | 165   | 4,28 / 100,00   | 1,30 |            |         |
| Total                   | Total                          | 3 853 | 100,00 / 100,00 |      | 5 / 5      |         |
| Eleitorado/Participação | Eleitorado/Participação        | 6 007 | 64,14 / 100,00  | 0,75 |            |         |

| Freguesia                  | %     | %     | %     | %    | Votantes |
| Freguesia                  | CDU   | PS    | PSD   | BE   | Votantes |
| -------------------------- | ----- | ----- | ----- | ---- | -------- |
| Arraiolos                  | 65,28 | 20,59 | 5,37  | 4,00 | 1 826    |
| Gafanhoeira e Sabugueiro   | 65,36 | 18,59 | 9,00  | 2,54 | 511      |
| Igrejinha                  | 44,75 | 44,94 | 4,79  | 2,39 | 543      |
| São Gregório e Santa Justa | 62,96 | 24,58 | 7,07  | 1,01 | 297      |
| Vimieiro                   | 46,89 | 32,54 | 13,76 | 3,11 | 676      |
| Arraiolos                  | 58,99 | 26,16 | 7,37  | 3,19 | 3 853    |

#### Assembleia Municipal
| Partido                 | Partido                        | Votos | %               | +/-  | Deputados | +/-     |
| ----------------------- | ------------------------------ | ----- | --------------- | ---- | --------- | ------- |
|                         | Coligação Democrática Unitária | 2 134 | 55,37 / 100,00  | 2,08 | 9 / 15    | Estável |
|                         | Partido Socialista             | 1 082 | 28,07 / 100,00  | 6,81 | 5 / 15    | 1       |
|                         | Partido Social Democrata       | 297   | 7,71 / 100,00   | 1,90 | 1 / 15    | 1       |
|                         | Bloco de Esquerda              | 164   | 4,26 / 100,00   | -    | 0 / 15    | -       |
| Votos Inválidos         | Votos Inválidos                | 177   | 4,60 / 100,00   | 1,43 |           |         |
| Total                   | Total                          | 3 854 | 100,00 / 100,00 |      | 15 / 15   |         |
| Eleitorado/Participação | Eleitorado/Participação        | 6 007 | 64,16 / 100,00  | 0,74 |           |         |

| Freguesia                  | %     | %     | %     | %    | Votantes |
| Freguesia                  | CDU   | PS    | PSD   | BE   | Votantes |
| -------------------------- | ----- | ----- | ----- | ---- | -------- |
| Arraiolos                  | 60,44 | 23,45 | 5,86  | 5,21 | 1 825    |
| Gafanhoeira e Sabugueiro   | 63,01 | 20,55 | 8,41  | 3,13 | 511      |
| Igrejinha                  | 43,65 | 44,38 | 5,16  | 3,13 | 543      |
| São Gregório e Santa Justa | 58,78 | 27,70 | 7,43  | 2,36 | 296      |
| Vimieiro                   | 43,89 | 33,28 | 14,29 | 4,27 | 679      |
| Arraiolos                  | 55,37 | 28,07 | 7,71  | 4,26 | 3 854    |

#### Juntas de Freguesia
| Partido                 | Partido                        | Votos | %               | +/-  | Presidentes | +/- | Mandatos | +/- |
| ----------------------- | ------------------------------ | ----- | --------------- | ---- | ----------- | --- | -------- | --- |
|                         | Coligação Democrática Unitária | 2 101 | 54,47 / 100,00  | 0,30 | 4 / 5       | 1   | 25 / 39  | 3   |
|                         | Partido Socialista             | 1 146 | 29,71 / 100,00  | 7,69 | 1 / 5       | 1   | 13 / 39  | 1   |
|                         | Partido Social Democrata       | 294   | 7,62 / 100,00   | -    | 0 / 5       | -   | 1 / 39   | -   |
|                         | Bloco de Esquerda              | 127   | 3,29 / 100,00   | -    | 0 / 5       | -   | 0 / 39   | -   |
| Votos Inválidos         | Votos Inválidos                | 189   | 4,90 / 100,00   | 2,17 |             |     |          |     |
| Total                   | Total                          | 3 857 | 100,00 / 100,00 |      | 5 / 5       |     | 39 / 39  |     |
| Eleitorado/Participação | Eleitorado/Participação        | 6 007 | 64,21 / 100,00  | 0,69 |             |     |          |     |

| Freguesia                  | Partido Vencedor | Partido Vencedor               | %              | Mandatos |
| -------------------------- | ---------------- | ------------------------------ | -------------- | -------- |
| Arraiolos                  |                  | Coligação Democrática Unitária | 60,04 / 100,00 | 7 / 9    |
| Gafanhoeira e Sabugueiro   |                  | Coligação Democrática Unitária | 64,38 / 100,00 | 6 / 7    |
| Igrejinha                  |                  | Partido Socialista             | 48,80 / 100,00 | 4 / 7    |
| São Gregório e Santa Justa |                  | Coligação Democrática Unitária | 56,42 / 100,00 | 5 / 7    |
| Vimieiro                   |                  | Coligação Democrática Unitária | 42,21 / 100,00 | 4 / 9    |

### Borba

#### Câmara Municipal
| Partido                 | Partido                        | Votos | %               | +/-   | Vereadores | +/-     |
| ----------------------- | ------------------------------ | ----- | --------------- | ----- | ---------- | ------- |
|                         | Movimento Unidos por Borba     | 2 058 | 47,80 / 100,00  | 11,14 | 3 / 5      | 1       |
|                         | Partido Socialista             | 1 027 | 23,86 / 100,00  | 0,57  | 1 / 5      | Estável |
|                         | Partido Social Democrata       | 590   | 13,70 / 100,00  | 4,85  | 1 / 5      | Estável |
|                         | Coligação Democrática Unitária | 314   | 7,29 / 100,00   | 10,37 | 0 / 5      | 1       |
|                         | Bloco de Esquerda              | 199   | 4,62 / 100,00   | -     | 0 / 5      | -       |
| Votos Inválidos         | Votos Inválidos                | 117   | 2,72 / 100,00   | 1,12  |            |         |
| Total                   | Total                          | 4 305 | 100,00 / 100,00 |       | 5 / 5      |         |
| Eleitorado/Participação | Eleitorado/Participação        | 6 159 | 69,90 / 100,00  | 0,65  |            |         |

| Freguesia              | %     | %     | %     | %     | %    | Votantes |
| Freguesia              | MUB   | PS    | PSD   | CDU   | BE   | Votantes |
| ---------------------- | ----- | ----- | ----- | ----- | ---- | -------- |
| Borba (Matriz)         | 56,56 | 16,18 | 15,41 | 5,42  | 3,65 | 2 194    |
| Borba (São Bartolomeu) | 54,62 | 16,99 | 15,27 | 6,24  | 3,44 | 465      |
| Orada                  | 20,48 | 58,61 | 3,92  | 10,89 | 2,61 | 459      |
| Rio de Moinhos         | 39,51 | 27,30 | 13,73 | 9,77  | 7,67 | 1 187    |
| Borba                  | 47,80 | 23,86 | 13,70 | 7,29  | 4,62 | 4 305    |

#### Assembleia Municipal
| Partido                 | Partido                        | Votos | %               | +/-  | Deputados | +/-     |
| ----------------------- | ------------------------------ | ----- | --------------- | ---- | --------- | ------- |
|                         | Movimento Unidos por Borba     | 1 901 | 44,16 / 100,00  | 1,12 | 8 / 15    | 1       |
|                         | Partido Socialista             | 1 051 | 24,41 / 100,00  | 2,16 | 4 / 15    | Estável |
|                         | Partido Social Democrata       | 636   | 14,77 / 100,00  | 1,28 | 2 / 15    | Estável |
|                         | Coligação Democrática Unitária | 340   | 7,90 / 100,00   | 6,83 | 1 / 15    | 1       |
|                         | Bloco de Esquerda              | 224   | 5,20 / 100,00   | -    | 0 / 15    | -       |
| Votos Inválidos         | Votos Inválidos                | 153   | 3,55 / 100,00   | 0,38 |           |         |
| Total                   | Total                          | 4 305 | 100,00 / 100,00 |      | 15 / 15   |         |
| Eleitorado/Participação | Eleitorado/Participação        | 6 159 | 69,90 / 100,00  | 0,66 |           |         |

| Freguesia              | %     | %     | %     | %     | %    | Votantes |
| Freguesia              | MUB   | PS    | PSD   | CDU   | BE   | Votantes |
| ---------------------- | ----- | ----- | ----- | ----- | ---- | -------- |
| Borba (Matriz)         | 52,64 | 16,32 | 16,77 | 6,29  | 4,10 | 2 194    |
| Borba (São Bartolomeu) | 52,26 | 16,56 | 15,70 | 6,45  | 4,73 | 465      |
| Orada                  | 18,30 | 58,82 | 4,14  | 11,76 | 2,18 | 459      |
| Rio de Moinhos         | 35,30 | 29,15 | 14,83 | 9,94  | 8,59 | 1 187    |
| Borba                  | 44,16 | 24,41 | 14,77 | 7,90  | 5,20 | 4 305    |

#### Juntas de Freguesia
| Partido                 | Partido                        | Votos | %               | +/-  | Presidentes | +/-     | Mandatos | +/- |
| ----------------------- | ------------------------------ | ----- | --------------- | ---- | ----------- | ------- | -------- | --- |
|                         | Grupo de Cidadãos              | 1 691 | 39,28 / 100,00  | 0,95 | 2 / 4       | 1       | 13 / 32  | 2   |
|                         | Partido Socialista             | 1 142 | 26,53 / 100,00  | 2,94 | 2 / 4       | 1       | 12 / 32  | 3   |
|                         | Partido Social Democrata       | 630   | 14,63 / 100,00  | 1,39 | 0 / 4       | Estável | 3 / 32   | 1   |
|                         | Coligação Democrática Unitária | 405   | 9,41 / 100,00   | 7,32 | 0 / 4       | Estável | 2 / 32   | 2   |
|                         | Bloco de Esquerda              | 300   | 6,97 / 100,00   | -    | 0 / 4       | -       | 2 / 32   | -   |
| Votos Inválidos         | Votos Inválidos                | 137   | 3,18 / 100,00   | 0,26 |             |         |          |     |
| Total                   | Total                          | 4 305 | 100,00 / 100,00 |      | 4 / 4       |         | 32 / 32  |     |
| Eleitorado/Participação | Eleitorado/Participação        | 6 159 | 69,90 / 100,00  | 0,62 |             |         |          |     |

| Freguesia              | Partido Vencedor | Partido Vencedor   | %              | Mandatos |
| ---------------------- | ---------------- | ------------------ | -------------- | -------- |
| Borba (Matriz)         |                  | Grupo de Cidadãos  | 50,82 / 100,00 | 6 / 9    |
| Borba (São Bartolomeu) |                  | Grupo de Cidadãos  | 42,80 / 100,00 | 4 / 7    |
| Orada                  |                  | Partido Socialista | 65,58 / 100,00 | 6 / 7    |
| Rio de Moinhos         |                  | Partido Socialista | 27,80 / 100,00 | 3 / 9    |

### Estremoz

#### Câmara Municipal
| Partido                 | Partido                             | Votos  | %               | +/-  | Vereadores | +/-     |
| ----------------------- | ----------------------------------- | ------ | --------------- | ---- | ---------- | ------- |
|                         | Movimento Independente por Estremoz | 3 421  | 48,25 / 100,00  | 3,10 | 4 / 7      | 1       |
|                         | Partido Socialista                  | 2 249  | 31,72 / 100,00  | 3,52 | 3 / 7      | 1       |
|                         | Coligação Democrática Unitária      | 611    | 8,62 / 100,00   | 0,16 | 0 / 7      | Estável |
|                         | PSD-CDS                             | 476    | 6,71 / 100,00   | -    | 0 / 7      | -       |
| Votos Inválidos         | Votos Inválidos                     | 333    | 4,69 / 100,00   | 0,85 |            |         |
| Total                   | Total                               | 7 090  | 100,00 / 100,00 |      | 7 / 7      |         |
| Eleitorado/Participação | Eleitorado/Participação             | 11 789 | 60,14 / 100,00  | 0,08 |            |         |

| Freguesia                                          | %     | %     | %     | %        | Votantes |
| Freguesia                                          | MiETZ | PS    | CDU   | PSD- CDS | Votantes |
| -------------------------------------------------- | ----- | ----- | ----- | -------- | -------- |
| Ameixial (Santa Vitória e São Bento)               | 53,08 | 28,70 | 7,06  | 7,06     | 439      |
| Arcos                                              | 60,27 | 19,36 | 5,22  | 7,41     | 594      |
| Estremoz (Santa Maria e Santo André)               | 44,08 | 32,50 | 10,47 | 8,09     | 3 782    |
| Évora Monte                                        | 52,68 | 35,33 | 8,52  | 1,58     | 317      |
| Glória                                             | 45,51 | 37,18 | 7,37  | 6,09     | 312      |
| São Bento do Cortiço e Santo Estêvão               | 62,94 | 27,41 | 5,70  | 2,19     | 456      |
| São Domingos de Ana Loura                          | 41,39 | 41,80 | 6,56  | 4,51     | 244      |
| São Lourenço de Mamporcão e São Bento de Ana Loura | 35,50 | 40,24 | 11,83 | 7,69     | 338      |
| Veiros                                             | 56,91 | 30,92 | 3,45  | 3,95     | 608      |
| Estremoz                                           | 48,25 | 31,72 | 8,62  | 6,71     | 7 090    |

#### Assembleia Municipal
| Partido                 | Partido                             | Votos  | %               | +/-  | Deputados | +/-     |
| ----------------------- | ----------------------------------- | ------ | --------------- | ---- | --------- | ------- |
|                         | Movimento Independente por Estremoz | 3 327  | 46,94 / 100,00  | 1,02 | 11 / 21   | Estável |
|                         | Partido Socialista                  | 2 188  | 30,87 / 100,00  | 3,38 | 7 / 21    | 1       |
|                         | Coligação Democrática Unitária      | 657    | 9,27 / 100,00   | 1,25 | 2 / 21    | Estável |
|                         | PSD-CDS                             | 548    | 7,73 / 100,00   | -    | 1 / 21    | -       |
| Votos Inválidos         | Votos Inválidos                     | 368    | 5,19 / 100,00   | 0,67 |           |         |
| Total                   | Total                               | 7 088  | 100,00 / 100,00 |      | 21 / 21   |         |
| Eleitorado/Participação | Eleitorado/Participação             | 11 789 | 60,12 / 100,00  | 0,06 |           |         |

| Freguesia                                          | %     | %     | %     | %        | Votantes |
| Freguesia                                          | MiETZ | PS    | CDU   | PSD- CDS | Votantes |
| -------------------------------------------------- | ----- | ----- | ----- | -------- | -------- |
| Ameixial (Santa Vitória e São Bento)               | 51,48 | 27,56 | 8,66  | 7,52     | 439      |
| Arcos                                              | 60,61 | 18,86 | 5,56  | 7,24     | 594      |
| Estremoz (Santa Maria e Santo André)               | 43,02 | 30,61 | 10,95 | 9,68     | 3 780    |
| Évora Monte                                        | 51,74 | 33,12 | 9,15  | 3,79     | 317      |
| Glória                                             | 40,38 | 39,74 | 8,01  | 8,01     | 312      |
| São Bento do Cortiço e Santo Estêvão               | 62,94 | 25,66 | 6,80  | 1,75     | 456      |
| São Domingos de Ana Loura                          | 37,30 | 45,49 | 7,38  | 5,74     | 244      |
| São Lourenço de Mamporcão e São Bento de Ana Loura | 31,66 | 42,90 | 13,31 | 7,69     | 338      |
| Veiros                                             | 55,94 | 32,24 | 3,95  | 3,45     | 608      |
| Estremoz                                           | 46,94 | 30,87 | 9,27  | 7,73     | 7 088    |

#### Juntas de Freguesia
| Partido                 | Partido                        | Votos  | %               | +/-  | Presidentes | +/-     | Mandatos | +/- |
| ----------------------- | ------------------------------ | ------ | --------------- | ---- | ----------- | ------- | -------- | --- |
|                         | Grupo de Cidadãos              | 3 581  | 50,51 / 100,00  | 8,34 | 6 / 9       | 2       | 38 / 69  | 13  |
|                         | Partido Socialista             | 2 177  | 30,71 / 100,00  | 1,12 | 3 / 9       | 2       | 27 / 69  | 2   |
|                         | Coligação Democrática Unitária | 541    | 7,63 / 100,00   | 4,32 | 0 / 9       | Estável | 2 / 69   | 9   |
|                         | PSD-CDS                        | 485    | 6,84 / 100,00   | -    | 0 / 9       | -       | 2 / 69   | -   |
| Votos Inválidos         | Votos Inválidos                | 306    | 4,31 / 100,00   | 0,39 |             |         |          |     |
| Total                   | Total                          | 7 090  | 100,00 / 100,00 |      | 9 / 9       |         | 69 / 69  |     |
| Eleitorado/Participação | Eleitorado/Participação        | 11 789 | 60,14 / 100,00  | 0,07 |             |         |          |     |

| Freguesia                                          | Partido Vencedor | Partido Vencedor   | %              | Mandatos |
| -------------------------------------------------- | ---------------- | ------------------ | -------------- | -------- |
| Ameixial (Santa Vitória e São Bento)               |                  | Grupo de Cidadãos  | 48,97 / 100,00 | 4 / 7    |
| Arcos                                              |                  | Grupo de Cidadãos  | 75,38 / 100,00 | 6 / 7    |
| Estremoz (Santa Maria e Santo André)               |                  | Grupo de Cidadãos  | 48,69 / 100,00 | 7 / 13   |
| Évora Monte                                        |                  | Grupo de Cidadãos  | 53,63 / 100,00 | 4 / 7    |
| Glória                                             |                  | Partido Socialista | 40,71 / 100,00 | 3 / 7    |
| São Bento do Cortiço e Santo Estêvão               |                  | Grupo de Cidadãos  | 69,30 / 100,00 | 6 / 7    |
| São Domingos de Ana Loura                          |                  | Partido Socialista | 63,52 / 100,00 | 5 / 7    |
| São Lourenço de Mamporcão e São Bento de Ana Loura |                  | Partido Socialista | 65,68 / 100,00 | 5 / 7    |
| Veiros                                             |                  | Grupo de Cidadãos  | 61,35 / 100,00 | 5 / 7    |

### Évora

#### Câmara Municipal
| Partido                 | Partido                        | Votos  | %               | +/-  | Vereadores | +/-     |
| ----------------------- | ------------------------------ | ------ | --------------- | ---- | ---------- | ------- |
|                         | Coligação Democrática Unitária | 9 414  | 40,52 / 100,00  | 8,78 | 4 / 7      | Estável |
|                         | Partido Socialista             | 6 131  | 26,39 / 100,00  | 0,44 | 2 / 7      | Estável |
|                         | Partido Social Democrata       | 3 463  | 14,90 / 100,00  | -    | 1 / 7      | -       |
|                         | CDS-MPT-PPM                    | 1 362  | 5,86 / 100,00   | -    | 0 / 7      | -       |
|                         | Bloco de Esquerda              | 1 113  | 4,79 / 100,00   | 0,88 | 0 / 7      | Estável |
|                         | Pessoas–Animais–Natureza       | 499    | 2,15 / 100,00   | -    | 0 / 7      | -       |
| Votos Inválidos         | Votos Inválidos                | 1 252  | 5,39 / 100,00   | 0,75 |            |         |
| Total                   | Total                          | 23 234 | 100,00 / 100,00 |      | 7 / 7      |         |
| Eleitorado/Participação | Eleitorado/Participação        | 47 510 | 48,90 / 100,00  | 0,79 |            |         |

| Freguesia                                   | %     | %     | %     | %             | %    | %    | Votantes |
| Freguesia                                   | CDU   | PS    | PSD   | CDS- MPT- PPM | BE   | PAN  | Votantes |
| ------------------------------------------- | ----- | ----- | ----- | ------------- | ---- | ---- | -------- |
| Bacelo e Senhora da Saúde                   | 39,48 | 26,86 | 16,25 | 4,58          | 5,06 | 2,29 | 7 256    |
| Canaviais                                   | 42,48 | 30,54 | 10,84 | 4,19          | 4,46 | 2,26 | 1 457    |
| Évora                                       | 36,70 | 18,80 | 19,71 | 11,32         | 6,20 | 2,56 | 2 112    |
| Malagueira e Horta das Figueiras            | 40,30 | 22,92 | 16,55 | 6,50          | 5,40 | 2,29 | 8 465    |
| N.S. da Tourega e N.S. de Guadalupe         | 53,30 | 22,10 | 5,88  | 8,56          | 4,28 | 1,07 | 461      |
| Nossa Senhora da Graça do Divor             | 64,56 | 23,16 | 4,56  | 0,70          | 2,81 | 1,05 | 285      |
| Nossa Senhora de Machede                    | 54,51 | 20,18 | 9,38  | 5,84          | 2,83 | 1,95 | 565      |
| São Sebastião da Giesteira e N.S. da Boa Fé | 49,91 | 28,49 | 4,54  | 8,35          | 1,81 | 2,00 | 551      |
| São Bento do Mato                           | 28,30 | 41,30 | 20,46 | 3,44          | 2,49 | 1,34 | 523      |
| São Manços e São Vicente do Pigeiro         | 36,00 | 49,86 | 5,14  | 3,00          | 1,71 | 0,86 | 700      |
| São Miguel de Machede                       | 38,15 | 41,40 | 8,98  | 2,24          | 1,75 | 1,50 | 401      |
| Torre de Coelheiros                         | 34,92 | 58,10 | 2,79  | 0,84          | 0,84 | 0,56 | 358      |
| Évora                                       | 40,52 | 26,39 | 14,90 | 5,86          | 4,79 | 2,15 | 23 234   |

#### Assembleia Municipal
| Partido                 | Partido                        | Votos  | %               | +/-  | Deputados | +/-     |
| ----------------------- | ------------------------------ | ------ | --------------- | ---- | --------- | ------- |
|                         | Coligação Democrática Unitária | 8 407  | 36,18 / 100,00  | 9,02 | 9 / 21    | 2       |
|                         | Partido Socialista             | 6 403  | 27,56 / 100,00  | 0,87 | 7 / 21    | 1       |
|                         | Partido Social Democrata       | 3 629  | 15,62 / 100,00  | -    | 3 / 21    | -       |
|                         | CDS-MPT-PPM                    | 1 420  | 6,11 / 100,00   | -    | 1 / 21    | -       |
|                         | Bloco de Esquerda              | 1 370  | 5,90 / 100,00   | 0,79 | 1 / 21    | Estável |
|                         | Pessoas–Animais–Natureza       | 688    | 2,96 / 100,00   | -    | 0 / 21    | -       |
| Votos Inválidos         | Votos Inválidos                | 1 317  | 5,67 / 100,00   | 1,01 |           |         |
| Total                   | Total                          | 23 234 | 100,00 / 100,00 |      | 21 / 21   |         |
| Eleitorado/Participação | Eleitorado/Participação        | 47 510 | 48,90 / 100,00  | 0,79 |           |         |

| Freguesia                                   | %     | %     | %     | %             | %    | %    | Votantes |
| Freguesia                                   | CDU   | PS    | PSD   | CDS- MPT- PPM | BE   | PAN  | Votantes |
| ------------------------------------------- | ----- | ----- | ----- | ------------- | ---- | ---- | -------- |
| Bacelo e Senhora da Saúde                   | 34,95 | 28,10 | 16,55 | 5,03          | 6,24 | 3,22 | 7 257    |
| Canaviais                                   | 35,55 | 32,67 | 13,93 | 3,91          | 4,87 | 3,29 | 1 457    |
| Évora                                       | 32,31 | 18,85 | 19,99 | 12,36         | 7,44 | 3,36 | 2 111    |
| Malagueira e Horta das Figueiras            | 35,97 | 24,30 | 17,48 | 6,40          | 6,82 | 3,02 | 8 465    |
| N.S. da Tourega e N.S. de Guadalupe         | 52,58 | 20,50 | 6,95  | 8,02          | 4,63 | 1,78 | 561      |
| Nossa Senhora da Graça do Divor             | 64,21 | 24,21 | 4,21  | 1,05          | 3,16 | 1,05 | 285      |
| Nossa Senhora de Machede                    | 52,57 | 20,00 | 9,38  | 6,19          | 3,36 | 2,65 | 565      |
| São Sebastião da Giesteira e N.S. da Boa Fé | 40,47 | 33,03 | 5,08  | 9,62          | 2,18 | 3,99 | 551      |
| São Bento do Mato                           | 24,67 | 44,36 | 20,84 | 3,63          | 2,68 | 1,53 | 523      |
| São Manços e São Vicente do Pigeiro         | 33,14 | 50,57 | 5,14  | 3,57          | 2,14 | 1,14 | 700      |
| São Miguel de Machede                       | 34,66 | 39,90 | 9,48  | 3,24          | 3,49 | 2,24 | 401      |
| Torre de Coelheiros                         | 35,75 | 58,10 | 2,23  | 0,56          | 0,84 | 1,12 | 358      |
| Évora                                       | 36,18 | 27,56 | 15,62 | 6,11          | 5,90 | 2,96 | 23 234   |

#### Juntas de Freguesia
| Partido                 | Partido                        | Votos  | %               | +/-  | Presidentes | +/-     | Mandatos  | +/-     |
| ----------------------- | ------------------------------ | ------ | --------------- | ---- | ----------- | ------- | --------- | ------- |
|                         | Coligação Democrática Unitária | 8 050  | 34,65 / 100,00  | 8,52 | 5 / 12      | Estável | 40 / 102  | 12      |
|                         | Partido Socialista             | 7 182  | 30,92 / 100,00  | 0,67 | 6 / 12      | 1       | 41 / 102  | 2       |
|                         | Partido Social Democrata       | 3 539  | 15,23 / 100,00  | -    | 0 / 12      | -       | 10 / 102  | -       |
|                         | CDS-MPT-PPM                    | 1 553  | 6,69 / 100,00   | -    | 0 / 12      | -       | 4 / 102   | -       |
|                         | Bloco de Esquerda              | 1 208  | 5,20 / 100,00   | 0,91 | 0 / 12      | Estável | 2 / 102   | Estável |
|                         | Grupo de Cidadãos              | 297    | 1,28 / 100,00   | -    | 1 / 12      | -       | 5 / 102   | -       |
| Votos Inválidos         | Votos Inválidos                | 1 402  | 6,03 / 100,00   | 0,40 |             |         |           |         |
| Total                   | Total                          | 23 231 | 100,00 / 100,00 |      | 12 / 12     |         | 102 / 102 | 6       |
| Eleitorado/Participação | Eleitorado/Participação        | 47 510 | 48,90 / 100,00  | 0,82 |             |         |           |         |

| Freguesia                                   | Partido Vencedor | Partido Vencedor               | %              | Mandatos |
| ------------------------------------------- | ---------------- | ------------------------------ | -------------- | -------- |
| Bacelo e Senhora da Saúde                   |                  | Coligação Democrática Unitária | 34,67 / 100,00 | 5 / 13   |
| Canaviais                                   |                  | Partido Socialista             | 52,68 / 100,00 | 5 / 9    |
| Évora                                       |                  | Coligação Democrática Unitária | 32,29 / 100,00 | 4 / 9    |
| Malagueira e Horta das Figueiras            |                  | Coligação Democrática Unitária | 36,28 / 100,00 | 5 / 13   |
| N.S. da Tourega e N.S. de Guadalupe         |                  | Coligação Democrática Unitária | 62,57 / 100,00 | 6 / 7    |
| Nossa Senhora da Graça do Divor             |                  | Coligação Democrática Unitária | 60,00 / 100,00 | 5 / 7    |
| Nossa Senhora de Machede                    |                  | Grupo de Cidadãos              | 52,57 / 100,00 | 5 / 7    |
| São Sebastião da Giesteira e N.S. da Boa Fé |                  | Partido Socialista             | 43,19 / 100,00 | 3 / 7    |
| São Bento do Mato                           |                  | Partido Socialista             | 45,51 / 100,00 | 4 / 7    |
| São Manços e São Vicente do Pigeiro         |                  | Partido Socialista             | 60,00 / 100,00 | 6 / 9    |
| São Miguel de Machede                       |                  | Partido Socialista             | 50,12 / 100,00 | 4 / 7    |
| Torre de Coelheiros                         |                  | Partido Socialista             | 61,17 / 100,00 | 5 / 7    |

### Montemor-o-Novo

#### Câmara Municipal
| Partido                 | Partido                        | Votos  | %               | +/-  | Vereadores | +/-     |
| ----------------------- | ------------------------------ | ------ | --------------- | ---- | ---------- | ------- |
|                         | Coligação Democrática Unitária | 3 827  | 43,62 / 100,00  | 8,88 | 4 / 7      | Estável |
|                         | Partido Socialista             | 3 313  | 37,76 / 100,00  | 5,80 | 3 / 7      | Estável |
|                         | CDS – Partido Popular          | 834    | 9,51 / 100,00   | 5,07 | 0 / 7      | Estável |
|                         | Partido Social Democrata       | 421    | 4,80 / 100,00   | 1,68 | 0 / 7      | Estável |
| Votos Inválidos         | Votos Inválidos                | 379    | 4,32 / 100,00   | 0,30 |            |         |
| Total                   | Total                          | 8 774  | 100,00 / 100,00 |      | 7 / 7      |         |
| Eleitorado/Participação | Eleitorado/Participação        | 14 393 | 60,96 / 100,00  | 1,09 |            |         |

| Freguesia                               | %     | %     | %     | %    | Votantes |
| Freguesia                               | CDU   | PS    | CDS   | PSD  | Votantes |
| --------------------------------------- | ----- | ----- | ----- | ---- | -------- |
| Cabrela                                 | 33,13 | 54,10 | 3,04  | 5,17 | 329      |
| Ciborro                                 | 46,40 | 42,23 | 6,03  | 1,86 | 431      |
| Cortiçadas de Lavre e Lavre             | 44,87 | 36,84 | 6,67  | 6,55 | 809      |
| Foros de Vale de Figueira               | 54,12 | 39,16 | 2,86  | 1,68 | 595      |
| N.S. da Vila, N.S. do Bispo e Silveiras | 41,90 | 36,87 | 11,54 | 5,00 | 5 596    |
| Santiago do Escoural                    | 48,09 | 40,85 | 4,54  | 3,69 | 705      |
| São Cristóvão                           | 48,22 | 22,98 | 15,86 | 8,74 | 309      |
| Montemor-o-Novo                         | 43,62 | 37,76 | 9,51  | 4,80 | 8 774    |

#### Assembleia Municipal
| Partido                 | Partido                        | Votos  | %               | +/-  | Deputados | +/-     |
| ----------------------- | ------------------------------ | ------ | --------------- | ---- | --------- | ------- |
|                         | Coligação Democrática Unitária | 3 820  | 43,54 / 100,00  | 8,15 | 10 / 21   | 2       |
|                         | Partido Socialista             | 3 185  | 36,30 / 100,00  | 5,24 | 8 / 21    | 1       |
|                         | CDS – Partido Popular          | 939    | 10,70 / 100,00  | 5,89 | 2 / 21    | 1       |
|                         | Partido Social Democrata       | 468    | 5,33 / 100,00   | 2,24 | 1 / 21    | Estável |
| Votos Inválidos         | Votos Inválidos                | 362    | 4,13 / 100,00   | 0,74 |           |         |
| Total                   | Total                          | 8 774  | 100,00 / 100,00 |      | 21 / 21   |         |
| Eleitorado/Participação | Eleitorado/Participação        | 14 393 | 60,96 / 100,00  | 1,10 |           |         |

| Freguesia                               | %     | %     | %     | %    | Votantes |
| Freguesia                               | CDU   | PS    | CDS   | PSD  | Votantes |
| --------------------------------------- | ----- | ----- | ----- | ---- | -------- |
| Cabrela                                 | 30,09 | 55,93 | 2,43  | 6,69 | 329      |
| Ciborro                                 | 47,10 | 40,60 | 7,42  | 2,09 | 431      |
| Cortiçadas de Lavre e Lavre             | 45,61 | 35,23 | 7,29  | 6,80 | 809      |
| Foros de Vale de Figueira               | 54,29 | 37,65 | 2,86  | 2,18 | 595      |
| N.S. da Vila, N.S. do Bispo e Silveiras | 41,83 | 35,08 | 13,12 | 5,59 | 5 596    |
| Santiago do Escoural                    | 47,38 | 40,57 | 5,11  | 3,97 | 705      |
| São Cristóvão                           | 48,87 | 22,01 | 17,15 | 9,06 | 309      |
| Montemor-o-Novo                         | 43,54 | 36,30 | 10,70 | 5,33 | 8 774    |

#### Juntas de Freguesia
| Partido                 | Partido                        | Votos  | %               | +/-  | Presidentes | +/-     | Mandatos | +/- |
| ----------------------- | ------------------------------ | ------ | --------------- | ---- | ----------- | ------- | -------- | --- |
|                         | Coligação Democrática Unitária | 4 090  | 46,61 / 100,00  | 6,97 | 6 / 7       | 1       | 31 / 59  | 2   |
|                         | Partido Socialista             | 3 095  | 35,27 / 100,00  | 4,42 | 1 / 7       | 1       | 25 / 59  | 3   |
|                         | CDS – Partido Popular          | 865    | 9,86 / 100,00   | 5,26 | 0 / 7       | Estável | 3 / 59   | 3   |
|                         | Partido Social Democrata       | 393    | 4,48 / 100,00   | 1,70 | 0 / 7       | Estável | 0 / 59   | 4   |
| Votos Inválidos         | Votos Inválidos                | 331    | 3,77 / 100,00   | 1,03 |             |         |          |     |
| Total                   | Total                          | 8 774  | 100,00 / 100,00 |      | 7 / 7       |         | 59 / 59  |     |
| Eleitorado/Participação | Eleitorado/Participação        | 14 393 | 60,96 / 100,00  | 1,08 |             |         |          |     |

| Freguesia                               | Partido Vencedor | Partido Vencedor               | %              | Mandatos |
| --------------------------------------- | ---------------- | ------------------------------ | -------------- | -------- |
| Cabrela                                 |                  | Partido Socialista             | 64,13 / 100,00 | 5 / 7    |
| Ciborro                                 |                  | Coligação Democrática Unitária | 49,88 / 100,00 | 4 / 7    |
| Cortiçadas de Lavre e Lavre             |                  | Coligação Democrática Unitária | 45,49 / 100,00 | 5 / 9    |
| Foros de Vale de Figueira               |                  | Coligação Democrática Unitária | 57,65 / 100,00 | 4 / 7    |
| N.S. da Vila, N.S. do Bispo e Silveiras |                  | Coligação Democrática Unitária | 46,27 / 100,00 | 7 / 13   |
| Santiago do Escoural                    |                  | Coligação Democrática Unitária | 45,96 / 100,00 | 5 / 9    |
| São Cristóvão                           |                  | Coligação Democrática Unitária | 48,54 / 100,00 | 4 / 7    |

### Mora

#### Câmara Municipal
| Partido                 | Partido                        | Votos | %               | +/-  | Vereadores | +/-     |
| ----------------------- | ------------------------------ | ----- | --------------- | ---- | ---------- | ------- |
|                         | Coligação Democrática Unitária | 1 631 | 62,90 / 100,00  | 4,77 | 4 / 5      | Estável |
|                         | Partido Socialista             | 576   | 22,21 / 100,00  | 3,89 | 1 / 5      | Estável |
|                         | Partido Social Democrata       | 245   | 9,45 / 100,00   | -    | 0 / 5      | -       |
| Votos Inválidos         | Votos Inválidos                | 141   | 5,44 / 100,00   | 0,07 |            |         |
| Total                   | Total                          | 2 593 | 100,00 / 100,00 |      | 5 / 5      |         |
| Eleitorado/Participação | Eleitorado/Participação        | 4 268 | 60,75 / 100,00  | 0,20 |            |         |

| Freguesia | %     | %     | %     | Votantes |
| Freguesia | CDU   | PS    | PSD   | Votantes |
| --------- | ----- | ----- | ----- | -------- |
| Brotas    | 62,50 | 22,73 | 9,09  | 264      |
| Cabeção   | 71,30 | 19,25 | 4,63  | 561      |
| Mora      | 60,67 | 20,13 | 9,97  | 1 284    |
| Pavia     | 59,30 | 22,93 | 13,84 | 484      |
| Mora      | 62,90 | 22,21 | 9,45  | 2 593    |

#### Assembleia Municipal
| Partido                 | Partido                        | Votos | %               | +/-  | Deputados | +/- |
| ----------------------- | ------------------------------ | ----- | --------------- | ---- | --------- | --- |
|                         | Coligação Democrática Unitária | 1 570 | 60,55 / 100,00  | 4,12 | 10 / 15   | 1   |
|                         | Partido Socialista             | 576   | 22,21 / 100,00  | 2,02 | 4 / 15    | 1   |
|                         | Partido Social Democrata       | 286   | 11,03 / 100,00  | -    | 1 / 15    | -   |
| Votos Inválidos         | Votos Inválidos                | 161   | 6,21 / 100,00   | 0,32 |           |     |
| Total                   | Total                          | 2 593 | 100,00 / 100,00 |      | 15 / 15   |     |
| Eleitorado/Participação | Eleitorado/Participação        | 4 268 | 60,75 / 100,00  | 0,20 |           |     |

| Freguesia | %     | %     | %     | Votantes |
| Freguesia | CDU   | PS    | PSD   | Votantes |
| --------- | ----- | ----- | ----- | -------- |
| Brotas    | 60,61 | 22,35 | 9,09  | 264      |
| Cabeção   | 69,16 | 20,14 | 4,99  | 561      |
| Mora      | 58,26 | 22,51 | 12,69 | 1 284    |
| Pavia     | 56,61 | 23,76 | 14,67 | 484      |
| Mora      | 60,55 | 22,21 | 11,03 | 2 593    |

#### Juntas de Freguesia
| Partido                 | Partido                        | Votos | %               | +/-  | Presidentes | +/-     | Mandatos | +/-     |
| ----------------------- | ------------------------------ | ----- | --------------- | ---- | ----------- | ------- | -------- | ------- |
|                         | Coligação Democrática Unitária | 1 651 | 63,67 / 100,00  | 2,87 | 4 / 4       | Estável | 23 / 30  | Estável |
|                         | Partido Socialista             | 670   | 25,84 / 100,00  | 7,27 | 0 / 4       | Estável | 7 / 30   | 2       |
| Votos Inválidos         | Votos Inválidos                | 272   | 10,49 / 100,00  | 3,82 |             |         |          |         |
| Total                   | Total                          | 2 593 | 100,00 / 100,00 |      | 4 / 4       |         | 30 / 30  | 2       |
| Eleitorado/Participação | Eleitorado/Participação        | 4 268 | 60,75 / 100,00  | 0,20 |             |         |          |         |

| Freguesia | Partido Vencedor | Partido Vencedor               | %              | Mandatos |
| --------- | ---------------- | ------------------------------ | -------------- | -------- |
| Brotas    |                  | Coligação Democrática Unitária | 64,77 / 100,00 | 5 / 7    |
| Cabeção   |                  | Coligação Democrática Unitária | 70,59 / 100,00 | 6 / 7    |
| Mora      |                  | Coligação Democrática Unitária | 58,26 / 100,00 | 6 / 9    |
| Pavia     |                  | Coligação Democrática Unitária | 69,42 / 100,00 | 6 / 7    |

### Mourão

#### Câmara Municipal
| Partido                 | Partido                        | Votos | %               | +/-  | Vereadores | +/-     |
| ----------------------- | ------------------------------ | ----- | --------------- | ---- | ---------- | ------- |
|                         | Partido Socialista             | 742   | 45,49 / 100,00  | 1,04 | 3 / 5      | Estável |
|                         | Partido Social Democrata       | 589   | 36,11 / 100,00  | -    | 2 / 5      | -       |
|                         | Coligação Democrática Unitária | 137   | 8,40 / 100,00   | 0,27 | 0 / 5      | Estável |
|                         | CDS-MPT-PPM                    | 97    | 5,95 / 100,00   | -    | 0 / 5      | -       |
| Votos Inválidos         | Votos Inválidos                | 66    | 4,05 / 100,00   | 0,55 |            |         |
| Total                   | Total                          | 1 631 | 100,00 / 100,00 |      | 5 / 5      |         |
| Eleitorado/Participação | Eleitorado/Participação        | 2 252 | 72,42 / 100,00  | 2,88 |            |         |

| Freguesia | %     | %     | %     | %             | Votantes |
| Freguesia | PS    | PSD   | CDU   | CDS- MPT- PPM | Votantes |
| --------- | ----- | ----- | ----- | ------------- | -------- |
| Granja    | 41,31 | 35,61 | 11,40 | 3,42          | 351      |
| Luz       | 41,05 | 51,53 | 2,62  | 1,75          | 229      |
| Mourão    | 47,86 | 32,92 | 8,66  | 7,71          | 1 051    |
| Mourão    | 45,49 | 36,11 | 8,40  | 5,95          | 1 631    |

#### Assembleia Municipal
| Partido                 | Partido                        | Votos | %               | +/-     | Deputados | +/-     |
| ----------------------- | ------------------------------ | ----- | --------------- | ------- | --------- | ------- |
|                         | Partido Socialista             | 698   | 42,80 / 100,00  | Estável | 7 / 15    | Estável |
|                         | Partido Social Democrata       | 563   | 34,52 / 100,00  | -       | 6 / 15    | -       |
|                         | Coligação Democrática Unitária | 160   | 9,81 / 100,00   | 0,03    | 1 / 15    | Estável |
|                         | CDS-MPT-PPM                    | 138   | 8,46 / 100,00   | -       | 1 / 15    | -       |
| Votos Inválidos         | Votos Inválidos                | 72    | 4,41 / 100,00   | 0,37    |           |         |
| Total                   | Total                          | 1 631 | 100,00 / 100,00 |         | 15 / 15   |         |
| Eleitorado/Participação | Eleitorado/Participação        | 2 252 | 72,42 / 100,00  | 2,88    |           |         |

| Freguesia | %     | %     | %     | %             | Votantes |
| Freguesia | PS    | PSD   | CDU   | CDS- MPT- PPM | Votantes |
| --------- | ----- | ----- | ----- | ------------- | -------- |
| Granja    | 37,32 | 28,49 | 13,96 | 11,40         | 351      |
| Luz       | 32,75 | 62,01 | 2,18  | 1,31          | 229      |
| Mourão    | 46,81 | 30,54 | 10,09 | 9,04          | 1 051    |
| Mourão    | 42,80 | 34,52 | 9,81  | 8,46          | 1 631    |

#### Juntas de Freguesia
| Partido                 | Partido                        | Votos | %               | +/-  | Presidentes | +/-     | Mandatos | +/- |
| ----------------------- | ------------------------------ | ----- | --------------- | ---- | ----------- | ------- | -------- | --- |
|                         | Partido Socialista             | 662   | 40,59 / 100,00  | 6,05 | 2 / 3       | 1       | 9 / 23   | 2   |
|                         | Partido Social Democrata       | 402   | 24,65 / 100,00  | -    | 1 / 3       | -       | 7 / 23   | -   |
|                         | CDS-MPT-PPM                    | 201   | 12,32 / 100,00  | -    | 0 / 3       | -       | 2 / 23   | -   |
|                         | Coligação Democrática Unitária | 183   | 11,22 / 100,00  | 4,22 | 0 / 3       | Estável | 2 / 23   | 1   |
|                         | Grupo de Cidadãos              | 112   | 6,87 / 100,00   | 6,47 | 0 / 3       | 1       | 3 / 23   | 1   |
| Votos Inválidos         | Votos Inválidos                | 71    | 4,35 / 100,00   | 1,35 |             |         |          |     |
| Total                   | Total                          | 1 631 | 100,00 / 100,00 |      | 3 / 3       |         | 23 / 23  |     |
| Eleitorado/Participação | Eleitorado/Participação        | 2 252 | 72,42 / 100,00  | 2,88 |             |         |          |     |

| Freguesia | Partido Vencedor | Partido Vencedor         | %              | Mandatos |
| --------- | ---------------- | ------------------------ | -------------- | -------- |
| Granja    |                  | Partido Socialista       | 40,74 / 100,00 | 3 / 7    |
| Luz       |                  | Partido Social Democrata | 65,94 / 100,00 | 5 / 7    |
| Mourão    |                  | Partido Socialista       | 42,82 / 100,00 | 4 / 9    |

### Portel

#### Câmara Municipal
| Partido                 | Partido                        | Votos | %               | +/-  | Vereadores | +/-     |
| ----------------------- | ------------------------------ | ----- | --------------- | ---- | ---------- | ------- |
|                         | Partido Socialista             | 2 389 | 63,74 / 100,00  | 0,93 | 4 / 5      | Estável |
|                         | Coligação Democrática Unitária | 1 148 | 30,63 / 100,00  | 0,09 | 1 / 5      | Estável |
|                         | PSD-CDS                        | 93    | 2,48 / 100,00   | 0,66 | 0 / 5      | Estável |
| Votos Inválidos         | Votos Inválidos                | 118   | 3,14 / 100,00   | 0,17 |            |         |
| Total                   | Total                          | 3 748 | 100,00 / 100,00 |      | 5 / 5      |         |
| Eleitorado/Participação | Eleitorado/Participação        | 5 319 | 70,46 / 100,00  | 0,81 |            |         |

| Freguesia                          | %     | %     | %        | Votantes |
| Freguesia                          | PS    | CDU   | PSD- CDS | Votantes |
| ---------------------------------- | ----- | ----- | -------- | -------- |
| Amieira e Alqueva                  | 46,77 | 49,78 | 1,29     | 464      |
| Monte do Trigo                     | 62,43 | 34,49 | 1,07     | 748      |
| Portel                             | 64,33 | 27,92 | 3,71     | 1 483    |
| Santana                            | 77,35 | 19,09 | 1,62     | 309      |
| São Bartolomeu do Outeiro e Oriola | 68,77 | 24,51 | 2,57     | 506      |
| Vera Cruz                          | 68,91 | 26,05 | 2,52     | 238      |
| Portel                             | 63,74 | 30,63 | 2,48     | 3 748    |

#### Assembleia Municipal
| Partido                 | Partido                        | Votos | %               | +/-  | Deputados | +/-     |
| ----------------------- | ------------------------------ | ----- | --------------- | ---- | --------- | ------- |
|                         | Partido Socialista             | 2 265 | 60,43 / 100,00  | 1,93 | 10 / 15   | Estável |
|                         | Coligação Democrática Unitária | 1 269 | 33,86 / 100,00  | 0,81 | 5 / 15    | Estável |
|                         | PSD-CDS                        | 104   | 2,77 / 100,00   | -    | 0 / 15    | -       |
| Votos Inválidos         | Votos Inválidos                | 110   | 2,93 / 100,00   | 0,04 |           |         |
| Total                   | Total                          | 3 748 | 100,00 / 100,00 |      | 15 / 15   |         |
| Eleitorado/Participação | Eleitorado/Participação        | 5 319 | 70,46 / 100,00  | 0,82 |           |         |

| Freguesia                          | %     | %     | %        | Votantes |
| Freguesia                          | PS    | CDU   | PSD- CDS | Votantes |
| ---------------------------------- | ----- | ----- | -------- | -------- |
| Amieira e Alqueva                  | 45,26 | 51,51 | 0,86     | 464      |
| Monte do Trigo                     | 53,61 | 43,05 | 1,60     | 748      |
| Portel                             | 62,04 | 29,74 | 4,59     | 1 483    |
| Santana                            | 72,82 | 22,01 | 2,27     | 309      |
| São Bartolomeu do Outeiro e Oriola | 68,58 | 26,28 | 1,58     | 506      |
| Vera Cruz                          | 68,07 | 27,73 | 2,10     | 238      |
| Portel                             | 60,43 | 33,86 | 2,77     | 3 748    |

#### Juntas de Freguesia
| Partido                 | Partido                        | Votos | %               | +/-  | Presidentes | +/-     | Mandatos | +/- |
| ----------------------- | ------------------------------ | ----- | --------------- | ---- | ----------- | ------- | -------- | --- |
|                         | Partido Socialista             | 2 141 | 57,12 / 100,00  | 0,51 | 4 / 6       | Estável | 28 / 46  | 1   |
|                         | Coligação Democrática Unitária | 1 403 | 37,43 / 100,00  | 1,07 | 2 / 6       | Estável | 18 / 46  | 1   |
|                         | PSD-CDS                        | 71    | 1,89 / 100,00   | -    | 0 / 6       |         | 0 / 46   | -   |
| Votos Inválidos         | Votos Inválidos                | 133   | 3,55 / 100,00   | 0,32 |             |         |          |     |
| Total                   | Total                          | 3 748 | 100,00 / 100,00 |      | 6 / 6       |         | 46 / 46  |     |
| Eleitorado/Participação | Eleitorado/Participação        | 5 319 | 70,46 / 100,00  | 0,81 |             |         |          |     |

| Freguesia                          | Partido Vencedor | Partido Vencedor               | %              | Mandatos |
| ---------------------------------- | ---------------- | ------------------------------ | -------------- | -------- |
| Amieira e Alqueva                  |                  | Coligação Democrática Unitária | 51,72 / 100,00 | 4 / 7    |
| Monte do Trigo                     |                  | Coligação Democrática Unitária | 54,55 / 100,00 | 5 / 9    |
| Portel                             |                  | Partido Socialista             | 62,85 / 100,00 | 6 / 9    |
| Santana                            |                  | Partido Socialista             | 62,46 / 100,00 | 5 / 7    |
| São Bartolomeu do Outeiro e Oriola |                  | Partido Socialista             | 62,85 / 100,00 | 5 / 7    |
| Vera Cruz                          |                  | Partido Socialista             | 71,85 / 100,00 | 5 / 7    |

### Redondo

#### Câmara Municipal
| Partido                 | Partido                                       | Votos | %               | +/-   | Vereadores | +/-     |
| ----------------------- | --------------------------------------------- | ----- | --------------- | ----- | ---------- | ------- |
|                         | Movimento Independente do Concelho do Redondo | 1 344 | 36,01 / 100,00  | 17,48 | 2 / 5      | 1       |
|                         | Coligação Democrática Unitária                | 813   | 21,78 / 100,00  | 7,84  | 1 / 5      | Estável |
|                         | PSD-CDS                                       | 801   | 21,46 / 100,00  | 14,06 | 1 / 5      | 1       |
|                         | Partido Socialista                            | 668   | 17,90 / 100,00  | 3,44  | 1 / 5      | Estável |
| Votos Inválidos         | Votos Inválidos                               | 106   | 2,84 / 100,00   | 0,99  |            |         |
| Total                   | Total                                         | 3 732 | 100,00 / 100,00 |       | 5 / 5      |         |
| Eleitorado/Participação | Eleitorado/Participação                       | 5 819 | 64,13 / 100,00  | 5,28  |            |         |

| Freguesia | %     | %     | %        | %     | Votantes |
| Freguesia | MICRE | CDU   | PSD- CDS | PS    | Votantes |
| --------- | ----- | ----- | -------- | ----- | -------- |
| Montoito  | 43,92 | 16,86 | 16,69    | 19,77 | 617      |
| Redondo   | 34,45 | 22,76 | 22,41    | 17,53 | 3 115    |
| Redondo   | 36,01 | 21,78 | 21,46    | 17,90 | 3 732    |

#### Assembleia Municipal
| Partido                 | Partido                                       | Votos | %               | +/-   | Deputados | +/-     |
| ----------------------- | --------------------------------------------- | ----- | --------------- | ----- | --------- | ------- |
|                         | Movimento Independente do Concelho do Redondo | 1 302 | 34,89 / 100,00  | 18,15 | 6 / 15    | 3       |
|                         | PSD-CDS                                       | 824   | 22,08 / 100,00  | 13,85 | 3 / 15    | 2       |
|                         | Partido Socialista                            | 782   | 20,95 / 100,00  | 0,45  | 3 / 15    | Estável |
|                         | Coligação Democrática Unitária                | 709   | 19,00 / 100,00  | 5,78  | 3 / 15    | 1       |
| Votos Inválidos         | Votos Inválidos                               | 115   | 3,08 / 100,00   | 1,02  |           |         |
| Total                   | Total                                         | 3 732 | 100,00 / 100,00 |       | 15 / 15   |         |
| Eleitorado/Participação | Eleitorado/Participação                       | 5 819 | 64,13 / 100,00  | 5,30  |           |         |

| Freguesia | %     | %        | %     | %     | Votantes |
| Freguesia | MICRE | PSD- CDS | PS    | CDU   | Votantes |
| --------- | ----- | -------- | ----- | ----- | -------- |
| Montoito  | 41,82 | 16,53    | 18,31 | 20,91 | 617      |
| Redondo   | 33,52 | 23,18    | 21,48 | 18,62 | 3 115    |
| Redondo   | 34,89 | 22,08    | 20,95 | 19,00 | 3 732    |

#### Juntas de Freguesia
| Partido                 | Partido                        | Votos | %               | +/-   | Presidentes | +/-     | Mandatos | +/-     |
| ----------------------- | ------------------------------ | ----- | --------------- | ----- | ----------- | ------- | -------- | ------- |
|                         | PSD-CDS                        | 1 197 | 32,07 / 100,00  | 25,36 | 1 / 2       | 1       | 5 / 18   | 4       |
|                         | Grupo de Cidadãos              | 1 174 | 31,46 / 100,00  | 21,26 | 1 / 2       | 1       | 8 / 18   | 4       |
|                         | Coligação Democrática Unitária | 641   | 17,18 / 100,00  | 3,21  | 0 / 2       | Estável | 3 / 18   | Estável |
|                         | Partido Socialista             | 615   | 16,48 / 100,00  | 5,91  | 0 / 2       | Estável | 2 / 18   | 4       |
| Votos Inválidos         | Votos Inválidos                | 105   | 2,81 / 100,00   | 1,40  |             |         |          |         |
| Total                   | Total                          | 3 732 | 100,00 / 100,00 |       | 2 / 2       |         | 18 / 18  | 4       |
| Eleitorado/Participação | Eleitorado/Participação        | 5 819 | 64,13 / 100,00  | 5,28  |             |         |          |         |

| Freguesia | Partido Vencedor | Partido Vencedor  | %              | Mandatos |
| --------- | ---------------- | ----------------- | -------------- | -------- |
| Montoito  |                  | Grupo de Cidadãos | 48,95 / 100,00 | 5 / 9    |
| Redondo   |                  | PSD-CDS           | 35,83 / 100,00 | 4 / 9    |

### Reguengos de Monsaraz

#### Câmara Municipal
| Partido                 | Partido                        | Votos | %               | +/-  | Vereadores | +/-     |
| ----------------------- | ------------------------------ | ----- | --------------- | ---- | ---------- | ------- |
|                         | Partido Socialista             | 3 127 | 63,11 / 100,00  | 4,94 | 4 / 5      | Estável |
|                         | Partido Social Democrata       | 996   | 20,10 / 100,00  | -    | 1 / 5      | -       |
|                         | Coligação Democrática Unitária | 507   | 10,23 / 100,00  | 6,05 | 0 / 5      | 1       |
|                         | CDS – Partido Popular          | 121   | 2,44 / 100,00   | -    | 0 / 5      | -       |
| Votos Inválidos         | Votos Inválidos                | 204   | 4,11 / 100,00   | 2,34 |            |         |
| Total                   | Total                          | 4 955 | 100,00 / 100,00 |      | 5 / 5      |         |
| Eleitorado/Participação | Eleitorado/Participação        | 9 068 | 54,64 / 100,00  | 2,16 |            |         |

| Freguesia             | %     | %     | %     | %    | Votantes |
| Freguesia             | PS    | PSD   | CDU   | CDS  | Votantes |
| --------------------- | ----- | ----- | ----- | ---- | -------- |
| Campo e Campinho      | 60,42 | 19,02 | 15,10 | 1,12 | 715      |
| Corval                | 75,77 | 7,32  | 12,25 | 1,41 | 710      |
| Monsaraz              | 70,63 | 17,71 | 8,97  | 1,35 | 446      |
| Reguengos de Monsaraz | 59,73 | 23,64 | 8,82  | 3,15 | 3 084    |
| Reguengos de Monsaraz | 63,11 | 20,10 | 10,23 | 2,44 | 4 955    |

#### Assembleia Municipal
| Partido                 | Partido                        | Votos | %               | +/-  | Deputados | +/- |
| ----------------------- | ------------------------------ | ----- | --------------- | ---- | --------- | --- |
|                         | Partido Socialista             | 3 021 | 60,97 / 100,00  | 2,87 | 10 / 15   | 1   |
|                         | Partido Social Democrata       | 1 025 | 20,69 / 100,00  | -    | 3 / 15    | -   |
|                         | Coligação Democrática Unitária | 640   | 12,92 / 100,00  | 5,41 | 2 / 15    | 1   |
| Votos Inválidos         | Votos Inválidos                | 269   | 5,42 / 100,00   | 1,69 |           |     |
| Total                   | Total                          | 4 955 | 100,00 / 100,00 |      | 15 / 15   |     |
| Eleitorado/Participação | Eleitorado/Participação        | 9 068 | 54,64 / 100,00  | 2,17 |           |     |

| Freguesia             | %     | %     | %     | Votantes |
| Freguesia             | PS    | PSD   | CDU   | Votantes |
| --------------------- | ----- | ----- | ----- | -------- |
| Campo e Campinho      | 59,16 | 17,76 | 18,04 | 715      |
| Corval                | 73,52 | 9,15  | 13,94 | 710      |
| Monsaraz              | 66,59 | 18,83 | 11,66 | 446      |
| Reguengos de Monsaraz | 57,68 | 24,29 | 11,67 | 3 084    |
| Reguengos de Monsaraz | 60,97 | 20,69 | 12,92 | 4 955    |

#### Juntas de Freguesia
| Partido                 | Partido                        | Votos | %               | +/-  | Presidentes | +/-     | Mandatos | +/-     |
| ----------------------- | ------------------------------ | ----- | --------------- | ---- | ----------- | ------- | -------- | ------- |
|                         | Partido Socialista             | 3 012 | 60,79 / 100,00  | 0,29 | 4 / 4       | Estável | 27 / 38  | 1       |
|                         | Partido Social Democrata       | 1 063 | 21,45 / 100,00  | -    | 0 / 4       | -       | 6 / 38   | -       |
|                         | Coligação Democrática Unitária | 606   | 12,23 / 100,00  | 4,09 | 0 / 4       | Estável | 5 / 38   | Estável |
| Votos Inválidos         | Votos Inválidos                | 274   | 5,53 / 100,00   | 1,59 |             |         |          |         |
| Total                   | Total                          | 4 955 | 100,00 / 100,00 |      | 4 / 4       |         | 38 / 38  |         |
| Eleitorado/Participação | Eleitorado/Participação        | 9 068 | 54,64 / 100,00  | 2,16 |             |         |          |         |

| Freguesia             | Partido Vencedor | Partido Vencedor   | %              | Mandatos |
| --------------------- | ---------------- | ------------------ | -------------- | -------- |
| Campo e Campinho      |                  | Partido Socialista | 56,50 / 100,00 | 5 / 9    |
| Corval                |                  | Partido Socialista | 74,08 / 100,00 | 8 / 9    |
| Monsaraz              |                  | Partido Socialista | 64,35 / 100,00 | 5 / 7    |
| Reguengos de Monsaraz |                  | Partido Socialista | 58,20 / 100,00 | 9 / 13   |

### Vendas Novas

#### Câmara Municipal
| Partido                 | Partido                        | Votos  | %               | +/-   | Vereadores | +/- |
| ----------------------- | ------------------------------ | ------ | --------------- | ----- | ---------- | --- |
|                         | Partido Socialista             | 3 921  | 61,09 / 100,00  | 17,81 | 5 / 7      | 2   |
|                         | Coligação Democrática Unitária | 1 618  | 25,21 / 100,00  | 13,86 | 2 / 7      | 1   |
|                         | Partido Social Democrata       | 706    | 11,00 / 100,00  | 0,64  | 0 / 7      | 1   |
| Votos Inválidos         | Votos Inválidos                | 173    | 2,70 / 100,00   | 3,31  |            |     |
| Total                   | Total                          | 6 418  | 100,00 / 100,00 |       | 7 / 7      |     |
| Eleitorado/Participação | Eleitorado/Participação        | 10 076 | 63,70 / 100,00  | 10,31 |            |     |

| Freguesia    | %     | %     | %     | Votantes |
| Freguesia    | PS    | CDU   | PSD   | Votantes |
| ------------ | ----- | ----- | ----- | -------- |
| Landeira     | 59,28 | 32,20 | 5,97  | 469      |
| Vendas Novas | 61,24 | 24,66 | 11,40 | 5 949    |
| Vendas Novas | 61,09 | 25,21 | 11,00 | 6 418    |

#### Assembleia Municipal
| Partido                 | Partido                        | Votos  | %               | +/-   | Deputados | +/-     |
| ----------------------- | ------------------------------ | ------ | --------------- | ----- | --------- | ------- |
|                         | Partido Socialista             | 3 780  | 58,91 / 100,00  | 16,67 | 13 / 21   | 3       |
|                         | Coligação Democrática Unitária | 1 690  | 26,34 / 100,00  | 13,11 | 6 / 21    | 3       |
|                         | Partido Social Democrata       | 772    | 12,03 / 100,00  | 0,32  | 2 / 21    | Estável |
| Votos Inválidos         | Votos Inválidos                | 175    | 2,72 / 100,00   | 3,24  |           |         |
| Total                   | Total                          | 6 417  | 100,00 / 100,00 |       | 21 / 21   |         |
| Eleitorado/Participação | Eleitorado/Participação        | 10 076 | 63,69 / 100,00  | 10,30 |           |         |

| Freguesia    | %     | %     | %     | Votantes |
| Freguesia    | PS    | CDU   | PSD   | Votantes |
| ------------ | ----- | ----- | ----- | -------- |
| Landeira     | 60,13 | 30,28 | 8,10  | 469      |
| Vendas Novas | 58,81 | 26,03 | 12,34 | 5 948    |
| Vendas Novas | 58,91 | 26,34 | 12,03 | 6 417    |

#### Juntas de Freguesia
| Partido                 | Partido                        | Votos  | %               | +/-   | Presidentes | +/-     | Mandatos | +/-     |
| ----------------------- | ------------------------------ | ------ | --------------- | ----- | ----------- | ------- | -------- | ------- |
|                         | Partido Socialista             | 3 855  | 60,07 / 100,00  | 16,92 | 2 / 2       | Estável | 14 / 20  | 4       |
|                         | Coligação Democrática Unitária | 1 664  | 25,93 / 100,00  | 14,04 | 0 / 2       | Estável | 5 / 20   | 4       |
|                         | Partido Social Democrata       | 732    | 11,41 / 100,00  | 0,24  | 0 / 2       | Estável | 1 / 20   | Estável |
| Votos Inválidos         | Votos Inválidos                | 166    | 2,58 / 100,00   | 3,13  |             |         |          |         |
| Total                   | Total                          | 6 417  | 100,00 / 100,00 |       | 2 / 2       |         | 20 / 20  |         |
| Eleitorado/Participação | Eleitorado/Participação        | 10 076 | 63,69 / 100,00  | 10,30 |             |         |          |         |

| Freguesia    | Partido Vencedor | Partido Vencedor   | %              | Mandatos |
| ------------ | ---------------- | ------------------ | -------------- | -------- |
| Landeira     |                  | Partido Socialista | 60,98 / 100,00 | 5 / 7    |
| Vendas Novas |                  | Partido Socialista | 60,00 / 100,00 | 9 / 13   |

### Viana do Alentejo

#### Câmara Municipal
| Partido                 | Partido                        | Votos | %               | +/-  | Vereadores | +/-     |
| ----------------------- | ------------------------------ | ----- | --------------- | ---- | ---------- | ------- |
|                         | Partido Socialista             | 1 633 | 52,01 / 100,00  | 8,41 | 3 / 5      | Estável |
|                         | Coligação Democrática Unitária | 1 255 | 39,97 / 100,00  | 8,99 | 2 / 5      | Estável |
|                         | Partido Social Democrata       | 175   | 5,57 / 100,00   | 0,90 | 0 / 5      | Estável |
| Votos Inválidos         | Votos Inválidos                | 77    | 2,45 / 100,00   | 1,48 |            |         |
| Total                   | Total                          | 3 140 | 100,00 / 100,00 |      | 5 / 5      |         |
| Eleitorado/Participação | Eleitorado/Participação        | 4 734 | 66,33 / 100,00  | 2,81 |            |         |

| Freguesia         | %     | %     | %    | Votantes |
| Freguesia         | PS    | CDU   | PSD  | Votantes |
| ----------------- | ----- | ----- | ---- | -------- |
| Aguiar            | 45,75 | 50,85 | 2,08 | 529      |
| Alcáçovas         | 42,63 | 46,55 | 7,74 | 1 072    |
| Viana do Alentejo | 60,69 | 31,64 | 5,26 | 1 539    |
| Viana do Alentejo | 52,01 | 39,97 | 5,57 | 3 140    |

#### Assembleia Municipal
| Partido                 | Partido                        | Votos | %               | +/-  | Deputados | +/- |
| ----------------------- | ------------------------------ | ----- | --------------- | ---- | --------- | --- |
|                         | Partido Socialista             | 1 596 | 50,81 / 100,00  | 7,20 | 8 / 15    | 2   |
|                         | Coligação Democrática Unitária | 1 219 | 38,81 / 100,00  | 7,52 | 6 / 15    | 1   |
|                         | Partido Social Democrata       | 237   | 7,55 / 100,00   | 1,78 | 1 / 15    | 1   |
| Votos Inválidos         | Votos Inválidos                | 89    | 2,83 / 100,00   | 2,10 |           |     |
| Total                   | Total                          | 3 141 | 100,00 / 100,00 |      | 15 / 15   |     |
| Eleitorado/Participação | Eleitorado/Participação        | 4 734 | 66,35 / 100,00  | 2,87 |           |     |

| Freguesia         | %     | %     | %     | Votantes |
| Freguesia         | PS    | CDU   | PSD   | Votantes |
| ----------------- | ----- | ----- | ----- | -------- |
| Aguiar            | 43,48 | 51,61 | 2,65  | 529      |
| Alcáçovas         | 41,19 | 44,83 | 10,44 | 1 073    |
| Viana do Alentejo | 60,04 | 30,21 | 7,21  | 1 539    |
| Viana do Alentejo | 50,81 | 38,81 | 7,55  | 3 141    |

#### Juntas de Freguesia
| Partido                 | Partido                        | Votos | %               | +/-  | Presidentes | +/-     | Mandatos | +/- |
| ----------------------- | ------------------------------ | ----- | --------------- | ---- | ----------- | ------- | -------- | --- |
|                         | Partido Socialista             | 1 566 | 49,86 / 100,00  | 9,79 | 1 / 3       | 1       | 13 / 25  | 3   |
|                         | Coligação Democrática Unitária | 1 209 | 38,49 / 100,00  | 8,29 | 2 / 3       | 1       | 11 / 25  | 2   |
|                         | Partido Social Democrata       | 272   | 8,66 / 100,00   | 2,44 | 0 / 3       | Estável | 1 / 25   | 1   |
| Votos Inválidos         | Votos Inválidos                | 94    | 2,99 / 100,00   | 0,94 |             |         |          |     |
| Total                   | Total                          | 3 141 | 100,00 / 100,00 |      | 3 / 3       |         | 25 / 25  |     |
| Eleitorado/Participação | Eleitorado/Participação        | 4 734 | 66,35 / 100,00  | 2,87 |             |         |          |     |

| Freguesia         | Partido Vencedor | Partido Vencedor               | %              | Mandatos |
| ----------------- | ---------------- | ------------------------------ | -------------- | -------- |
| Aguiar            |                  | Coligação Democrática Unitária | 50,85 / 100,00 | 4 / 7    |
| Alcáçovas         |                  | Coligação Democrática Unitária | 41,10 / 100,00 | 4 / 9    |
| Viana do Alentejo |                  | Partido Socialista             | 57,63 / 100,00 | 6 / 9    |

### Vila Viçosa

#### Câmara Municipal
| Partido                 | Partido                                                      | Votos | %               | +/-   | Vereadores | +/-     |
| ----------------------- | ------------------------------------------------------------ | ----- | --------------- | ----- | ---------- | ------- |
|                         | Coligação Democrática Unitária                               | 1 725 | 36,73 / 100,00  | 6,71  | 2 / 5      | 1       |
|                         | Partido Socialista                                           | 1 649 | 35,11 / 100,00  | 10,68 | 2 / 5      | 1       |
|                         | Movimento de Unidade dos Cidadãos do Concelho de Vila Viçosa | 708   | 15,07 / 100,00  | 0,83  | 1 / 5      | Estável |
|                         | PSD-CDS                                                      | 445   | 9,47 / 100,00   | 0,41  | 0 / 5      | Estável |
| Votos Inválidos         | Votos Inválidos                                              | 170   | 3,62 / 100,00   | 0,15  |            |         |
| Total                   | Total                                                        | 4 697 | 100,00 / 100,00 |       | 5 / 5      |         |
| Eleitorado/Participação | Eleitorado/Participação                                      | 6 972 | 67,37 / 100,00  | 0,15  |            |         |

| Freguesia                          | %     | %     | %     | %        | Votantes |
| Freguesia                          | CDU   | PS    | MUC   | PSD- CDS | Votantes |
| ---------------------------------- | ----- | ----- | ----- | -------- | -------- |
| Bencatel                           | 42,10 | 36,39 | 13,97 | 4,89     | 981      |
| Ciladas                            | 28,90 | 42,19 | 19,77 | 6,15     | 602      |
| N.S. da Conceição e São Bartolomeu | 36,52 | 33,37 | 13,61 | 12,46    | 2 793    |
| Pardais                            | 36,76 | 33,02 | 22,43 | 3,74     | 321      |
| Vila Viçosa                        | 36,73 | 35,11 | 15,07 | 9,47     | 4 697    |

#### Assembleia Municipal
| Partido                 | Partido                                                      | Votos | %               | +/-  | Deputados | +/-     |
| ----------------------- | ------------------------------------------------------------ | ----- | --------------- | ---- | --------- | ------- |
|                         | Coligação Democrática Unitária                               | 1 583 | 33,70 / 100,00  | 7,20 | 6 / 15    | 1       |
|                         | Partido Socialista                                           | 1 565 | 33,32 / 100,00  | 9,06 | 5 / 15    | 1       |
|                         | Movimento de Unidade dos Cidadãos do Concelho de Vila Viçosa | 949   | 20,20 / 100,00  | 3,32 | 3 / 15    | Estável |
|                         | PSD-CDS                                                      | 418   | 8,90 / 100,00   | 0,77 | 1 / 15    | Estável |
| Votos Inválidos         | Votos Inválidos                                              | 182   | 3,88 / 100,00   | 0,76 |           |         |
| Total                   | Total                                                        | 4 697 | 100,00 / 100,00 |      | 15 / 15   |         |
| Eleitorado/Participação | Eleitorado/Participação                                      | 6 972 | 67,37 / 100,00  | 0,15 |           |         |

| Freguesia                          | %     | %     | %     | %        | Votantes |
| Freguesia                          | CDU   | PS    | MUC   | PSD- CDS | Votantes |
| ---------------------------------- | ----- | ----- | ----- | -------- | -------- |
| Bencatel                           | 39,45 | 34,56 | 19,27 | 4,08     | 981      |
| Ciladas                            | 28,24 | 38,37 | 24,58 | 5,65     | 602      |
| N.S. da Conceição e São Bartolomeu | 33,33 | 32,04 | 18,15 | 12,03    | 2 793    |
| Pardais                            | 29,60 | 31,15 | 32,71 | 2,49     | 321      |
| Vila Viçosa                        | 33,70 | 33,32 | 20,20 | 8,90     | 4 697    |

#### Juntas de Freguesia
| Partido                 | Partido                        | Votos | %               | +/-  | Presidentes | +/-     | Mandatos | +/- |
| ----------------------- | ------------------------------ | ----- | --------------- | ---- | ----------- | ------- | -------- | --- |
|                         | Coligação Democrática Unitária | 1 675 | 35,66 / 100,00  | 4,47 | 2 / 4       | 1       | 11 / 32  | 4   |
|                         | Partido Socialista             | 1 487 | 31,66 / 100,00  | 6,78 | 1 / 4       | Estável | 12 / 32  | 2   |
|                         | Grupo de Cidadãos              | 844   | 17,97 / 100,00  | 1,51 | 1 / 4       | 1       | 8 / 32   | 3   |
|                         | PSD-CDS                        | 475   | 10,11 / 100,00  | 1,52 | 0 / 4       | Estável | 1 / 32   | 1   |
| Votos Inválidos         | Votos Inválidos                | 216   | 4,60 / 100,00   | 0,72 |             |         |          |     |
| Total                   | Total                          | 4 697 | 100,00 / 100,00 |      | 4 / 4       |         | 32 / 32  |     |
| Eleitorado/Participação | Eleitorado/Participação        | 6 972 | 67,37 / 100,00  | 0,15 |             |         |          |     |

| Freguesia                          | Partido Vencedor | Partido Vencedor               | %              | Mandatos |
| ---------------------------------- | ---------------- | ------------------------------ | -------------- | -------- |
| Bencatel                           |                  | Coligação Democrática Unitária | 36,60 / 100,00 | 4 / 9    |
| Ciladas                            |                  | Partido Socialista             | 37,21 / 100,00 | 3 / 7    |
| N.S. da Conceição e São Bartolomeu |                  | Coligação Democrática Unitária | 38,67 / 100,00 | 4 / 9    |
| Pardais                            |                  | Grupo de Cidadãos              | 38,32 / 100,00 | 3 / 7    |